# Глобальна контртерористична стратегія ООН
Глобальна контртерористична стратегія Організації Об'єднаних Націй (англ. UN Global Counter-Terrorism Strategy) — міжнародний акт, який визначає загальний стратегічний підхід до боротьби з тероризмом у світовому масштабі.
Цей унікальний глобальний документ, який прагне зміцнити національні, регіональні та міжнародні зусилля по боротьбі з тероризмом. Вперше всі держави-члени ООН погодилися з загальним стратегічним підходом до боротьби з тероризмом, не тільки чітко оголосивши про те, що тероризм є неприйнятним у всіх його формах і проявах, але й висловивши рішучість зробити практичні кроки, як на рівні окремих держав, так й колективно, із запобігання тероризму і боротьби з ним. Ці кроки включають широке коло заходів, що варіюються від зміцнення потенціалів окремих країн в боротьбі з терористичними загрозами до забезпечення координації контртерористичної діяльності в системі ООН.

## Історія
Глобальна контртеррористична стратегія ООН була прийнята Генеральною Асамблеєю ООН 8 вересня 2006 року.
З прийняттям цієї Стратегії було виконано зобов'язання, прийняте керівниками країн світу на Всесвітньому саміті в 2005 році.
Стратегія реалізувала багато заходів, запропонованих Генеральним секретарем в доповіді від 2 травня 2006 року «Єдність у боротьбі з тероризмом: рекомендації по глобальної контртерористичної стратегії».
Раз на два роки Генеральна Асамблея проводить огляд Стратегії, актуалізуючи її статус та забезпечуючи відповідність пріоритетам держав-членів ООН.

### Четвертий огляд Стратегії
Четвертий огляд Стратегії відбувся в червні 2014 року. До огляду була підготовлена доповідь Генерального Секретаря, яка містила оцінку змін тенденцій тероризму, рекомендації щодо терористичних загроз і викликів, а також інформацію про заходи у сфері боротьби з тероризмом, зроблених державами-членами і структурами ООН.

### П'ятий огляд Стратегії
П'ятий огляд Стратегії відбувся у липні 2016 року. До огляду була підготовлена відповідна доповідь Генерального Секретаря.

### Шостий огляд Стратегії
Вшосте у 2017 році був підготовлений огляд Глобальної контртеррористичної стратегії ООН, що був відображений у відповідній резолюції ГА ООН та Доповідь Генерального секретаря ООН на цю тему

## Основні принципи
Глобальна контртерористична стратегія ООН є повним набором узгоджених принципів та збалансованих заходів з реагування на загрозу міжнародного тероризму, які повинні бути реалізовані як єдине ціле, об'єднуючи цілі безпеки, верховенства закону і загально світового розвитку. Її основою є резолюція ГА ООН (A/RES/60/288) та План дій (що міститься в додатку до неї).
Стратегія ООН визначила головні принципи антитерористичної боротьби:
1. Всі форми і прояви тероризму представляють серйозну загрозу миру та безпеці, внаслідок чого визнаються злочинною поведінкою. Всі форми і прояви тероризму підлягають рішучому осуду, незалежно від того, проти кого вони спрямовані, де відбуваються та які цілі переслідують.
2. Необхідно посилити міжнародне співробітництво з метою запобігання та протидії всім формам і проявам тероризму.
3. Боротьба проти міжнародного тероризму повинна вестися під керівництвом Генеральної Асамблеї ООН. ГА ООН має найбільш широким представництвом, є основним міжнародним органом, компетентним вирішувати питання міжнародного тероризму, що зумовлює необхідність посилення ролі ООН та Генеральної Асамблеї в цьому питанні.[1]

## Структура Стратегії
Глобальна Контртерористична Стратегія ООН містить 4 основні компоненти:
1. заходи щодо усунення умов, що сприяють поширенню тероризму;
2. заходи із запобігання тероризму і боротьбі з ним;
3. заходи щодо зміцнення потенціалу держав із запобігання тероризму і боротьбі з ним і зміцненню ролі системи ООН в цій сфері;
4. заходи із забезпечення загальної поваги прав людини і верховенства права як фундаментальної основи для боротьби з тероризмом.[1]

## Законодавча база Стратегії
Законодавчою основою Стратегії є універсальні документи ООН, що стосуються попередження міжнародного тероризму і боротьби з ним:

### Документи, щодо захисту цивільної авіації
1. Конвенція про злочини та деякі інші акти, що вчинюються на борту повітряних суден від 14.09.1963 [Архівовано 28 вересня 2017 у Wayback Machine.] (Конвенцію ратифіковано Указом Президії Верховної Ради Української РСР від 21.12.1987 р. № 5049-XI [Архівовано 28 вересня 2017 у Wayback Machine.])
2. Конвенція про боротьбу з незаконним захопленням повітряних суден від 16.12.1970 [Архівовано 16 грудня 2016 у Wayback Machine.] (Конвенцію ратифіковано Україною 21.02.1972).
3. Конвенція про боротьбу з незаконними актами, спрямованими проти безпеки цивільної авіації від 23.09.1971 [Архівовано 3 жовтня 2017 у Wayback Machine.] (Конвенцію ратифіковано Україною 26.01.1973).
4. Протокол про боротьбу з незаконними актами насильства в аеропортах, які обслуговують міжнародну цивільну авіацію, що доповнює Конвенцію про боротьбу з незаконними актами, спрямованими проти безпеки цивільної авіації від 24.02.1988 [Архівовано 28 вересня 2017 у Wayback Machine.] (Протокол ратифіковано Указом Президії Верховної Ради Української РСР 14.03.1989 № 7247-XI [Архівовано 28 вересня 2017 у Wayback Machine.])
5. Конвенція про боротьбу з незаконними актами по відношенню до міжнародної цивільної авіації від 10.09.2010 [Архівовано 9 грудня 2017 у Wayback Machine.]
6. Протокол, що доповнює Конвенцію про боротьбу з незаконним захопленням повітряних суден від 10.09.2010 [Архівовано 15 грудня 2016 у Wayback Machine.]
7. Протокол 2014 року, що змінює Конвенцію про злочини та деякі інші акти, що здійснюються на борту повітряних суден [Архівовано 29 березня 2017 у Wayback Machine.] 2014 Protocol to Amend the Convention on Offences and Certain Acts Committed on Board Aircraft

### Документи, щодо міжнародного захисту посадових осіб
8. Конвенція про запобігання та покарання злочинів проти осіб, які користуються міжнародним захистом, у тому числі дипломатичних агентів від 14.12.1973 (Конвенцію ратифіковано Україною 20.01.1976) [Архівовано 17 грудня 2016 у Wayback Machine.].

### Документи, що стосуються захоплення заручників
9. Міжнародна конвенція про боротьбу із захопленням заручників від 17.12.1979 [Архівовано 29 вересня 2017 у Wayback Machine.] (Конвенцію ратифіковано Указом Президії Верховної Ради УРСР від 08.05.1987 № 3954-XI  [Архівовано 29 вересня 2017 у Wayback Machine.])

### Документи, щодо ядерних матеріалів
10. Конвенція про фізичний захист ядерного матеріалу та ядерних установок від 26.10.1979 [Архівовано 6 жовтня 2017 у Wayback Machine.] (Конвенцію ратифіковано Постановою Верховної Ради України від 05.05.1993 № 3182-XII  [Архівовано 29 вересня 2017 у Wayback Machine.])
11. Поправка 2005 року до Конвенції про фізичний захист ядерного матеріалу [Архівовано 28 вересня 2017 у Wayback Machine.] (Поправку ратифіковано Законом України від 3 вересня 2008 року № 356-VI  [Архівовано 29 вересня 2017 у Wayback Machine.])

### Документи, щодо морського судноплавства
12. Конвенція про боротьбу з незаконними актами, спрямованими проти безпеки морського судноплавства від 10.03.1988 [Архівовано 29 вересня 2017 у Wayback Machine.] (Конвенцію ратифіковано Постановою Верховної Ради України від 17.12.1993 № 3735-XII  [Архівовано 28 вересня 2017 у Wayback Machine.])
13. Протокол 2005 року до Конвенції про боротьбу з незаконними актами, спрямованими проти безпеки морського судноплавства (англ. 2005 Protocol to the Convention for the Suppression of Unlawful Acts against the Safety of Maritime Navigation)
14. Протокол про боротьбу з незаконними актами, спрямованими проти безпеки стаціонарних платформ, розташованих на континентальному шельфі від 10.03.1988 [Архівовано 28 вересня 2017 у Wayback Machine.] (Протокол ратифіковано Постановою Верховної Ради України від 17.12.1993 № 3735-XII  [Архівовано 28 вересня 2017 у Wayback Machine.]).
15. Протокол 2005 року до Протоколу 1988 року про боротьбу з незаконними актами, спрямованими проти безпеки стаціонарних платформ, розташованих на континентальному шельфі (англ. 2005 Protocol to the Protocol for the Suppression of Unlawful Acts Against the Safety of Fixed Platforms located on the Continental Shelf)

### Документи, що стосуються вибухових речовин
16. Конвенція про маркування пластичних вибухових речовин з метою їх виявлення від 01.03.1991 [Архівовано 28 вересня 2017 у Wayback Machine.] (Конвенцію ратифіковано Законом України від 03.12.1997 р. № 687/97-ВР  [Архівовано 12 серпня 2018 у Wayback Machine.])

### Документи, щодо бомбового тероризму
17. Міжнародна конвенція про боротьбу з бомбовим тероризмом від 15.12.1997 [Архівовано 28 вересня 2017 у Wayback Machine.] (Конвенцію ратифіковано Законом України від 29.11.2001 № 2855-III  [Архівовано 29 вересня 2017 у Wayback Machine.]).

### Документи, що стосуються фінансування тероризму
18. Міжнародна конвенція про боротьбу з фінансуванням тероризму від 09.12.1999 [Архівовано 28 вересня 2017 у Wayback Machine.] (Конвенцію ратифіковано Законом України від 12.09.2002 р. № 149-IV  [Архівовано 29 вересня 2017 у Wayback Machine.])

### Документи, щодо ядерного тероризму
19. Міжнародна конвенція про боротьбу з актами ядерного тероризму від 14.09.2005 [Архівовано 29 вересня 2017 у Wayback Machine.] (Конвенцію ратифіковано Законом України від 15.03.2006 № 3533-IV  [Архівовано 29 вересня 2017 у Wayback Machine.])